# 趙世瑄
趙世瑄（1887年—1937年），字幼梅，江西省南豐縣人，系出俊儀趙氏，宣統二年工科進士，曾留學日本東京高等工業學校。

## 生平
光緒十三年(1887年)丁亥正月生於揚州彩衣街外祖楊子穆公宅中，時未立春，故作丙戌年辛亥月生。
宣統二年(1910年)九月二日，內閣奉上諭：趙世瑄著賞給工科進士。
宣統三年(1911年)，授職翰林院檢討。
民國6年（1917年）12月20日，派充交通部鐵路技術委員會會員。
民國9年（1920年）11月22日，派交通部鐵路財政籌議會普通會員。
民國10年（1921年）2月15日，派鐵路衛生聯合會會員。
民國10年（1921年）12月3日，調派株欽鐵路工程局局長兼周襄鐵路工程局局長。
民國11年（1922年）3月23日，派魯案善後交通委員會工程股專門委員。
民國11年（1922年）5月11日，免京綏鐵路管理局副局長，另候任用。
民國16年（1927年）5月20日，任交通部路政司司長。
民國16年（1927年）10月20日，任國民政府交通部路政司司長。
民國17年（1928年）3月19日，派戰地政務委員會委員。
民國26年（1937年），病逝。

## 著作
- 《實用曲線測設法》，趙世瑄編, 中華工程師會, 1915.
- 《道路工學》，趙世瑄編著, 南洋圖書局, 1913.
- 《勘察揚子江測量工作及水道變遷狀況之報告》，趙世瑄，宋希尚著，勘察揚子江技術委員會，1929
- 《山居憶語》，《近代中國史料叢刊編輯 857 張世應烈士遺墨 山居憶語》. 台灣：文海出版社。

## 圖集

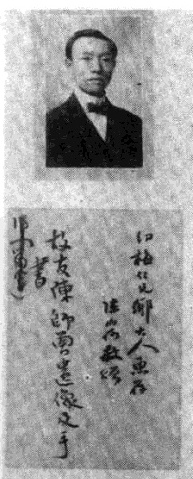
陳師曾贈趙幼梅像
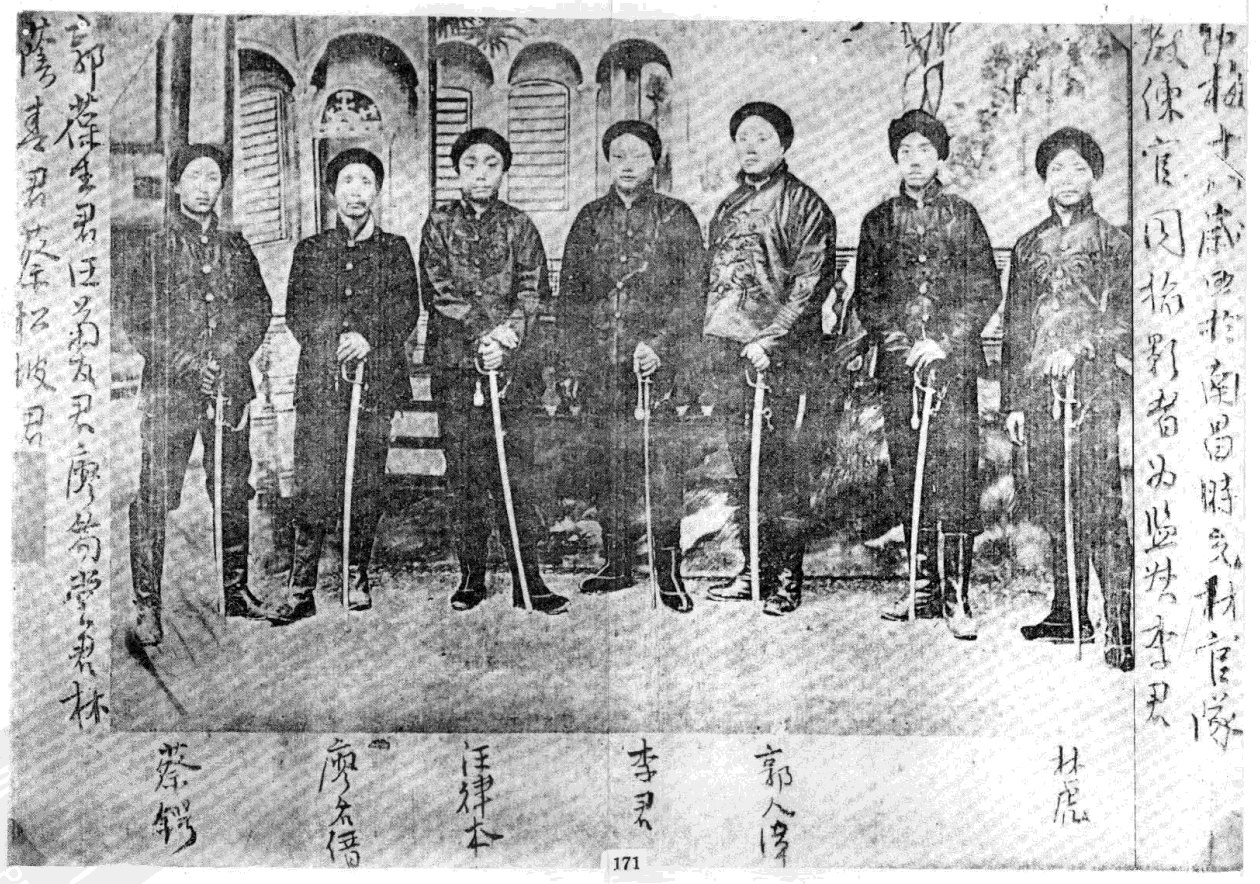
光緒三十年江西材官隊教練官林虎、趙世瑄、郭人漳、李君、汪律本、廖名縉、蔡鍔
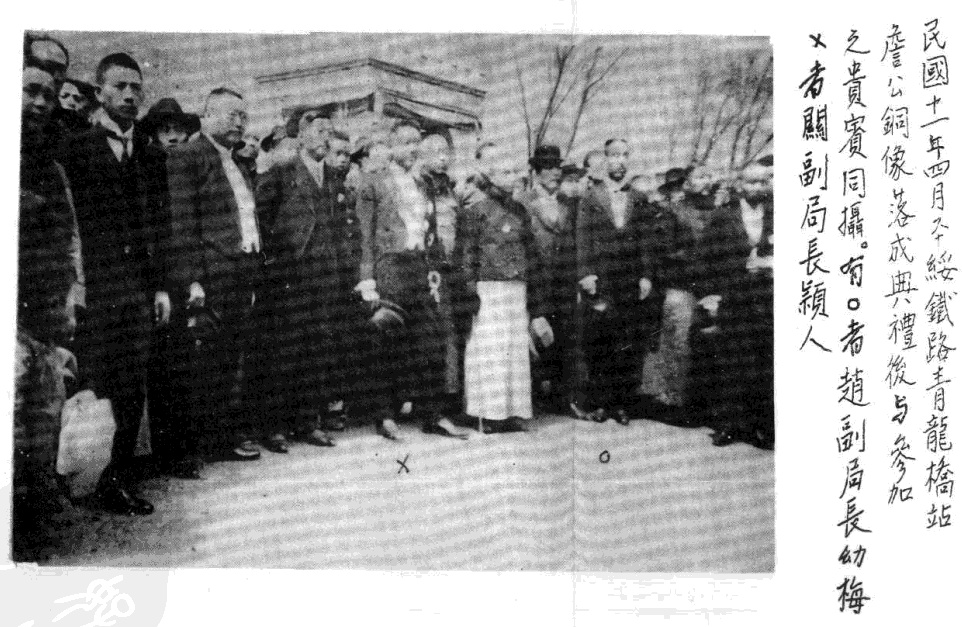
京綏鐵路青龍橋站：關賡麟、趙幼梅
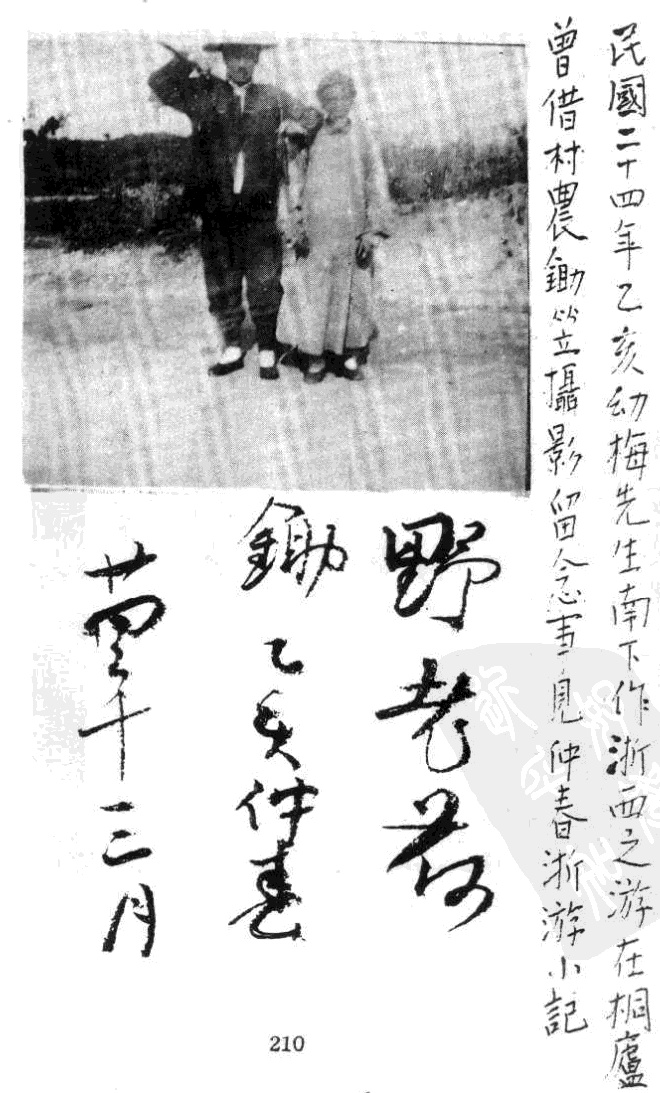
民國二十四年趙幼梅與桐廬村農合影
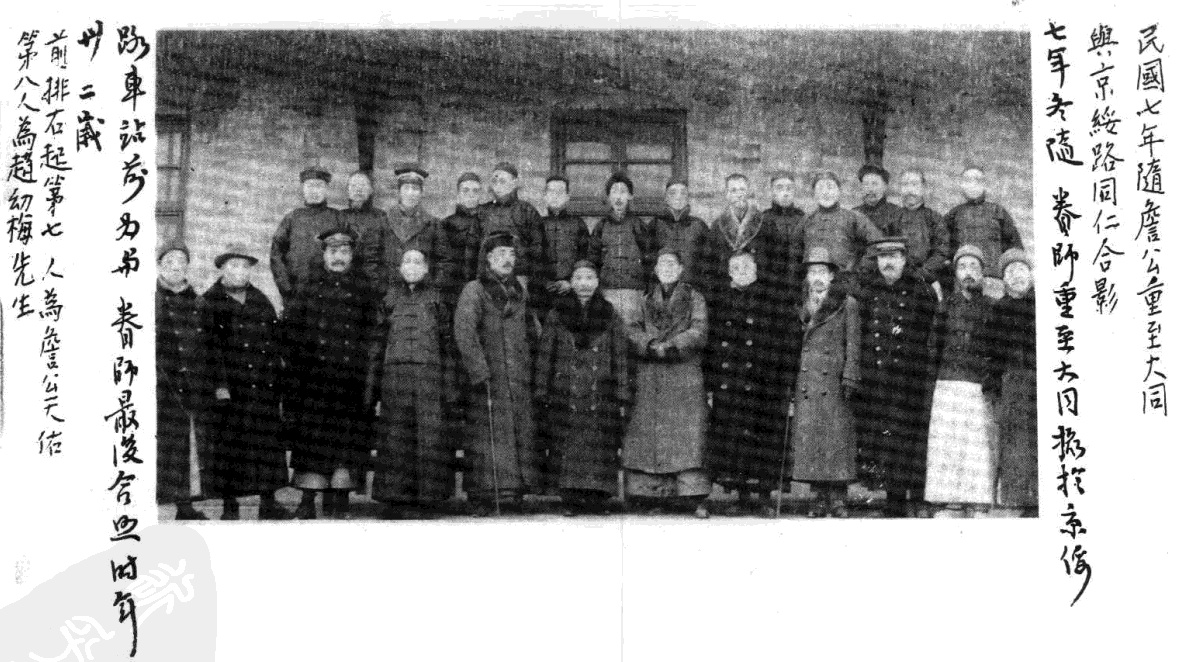
民國七年詹天佑與京綏路同仁合影
民國三年漢粵川鐵路督辦公署同仁
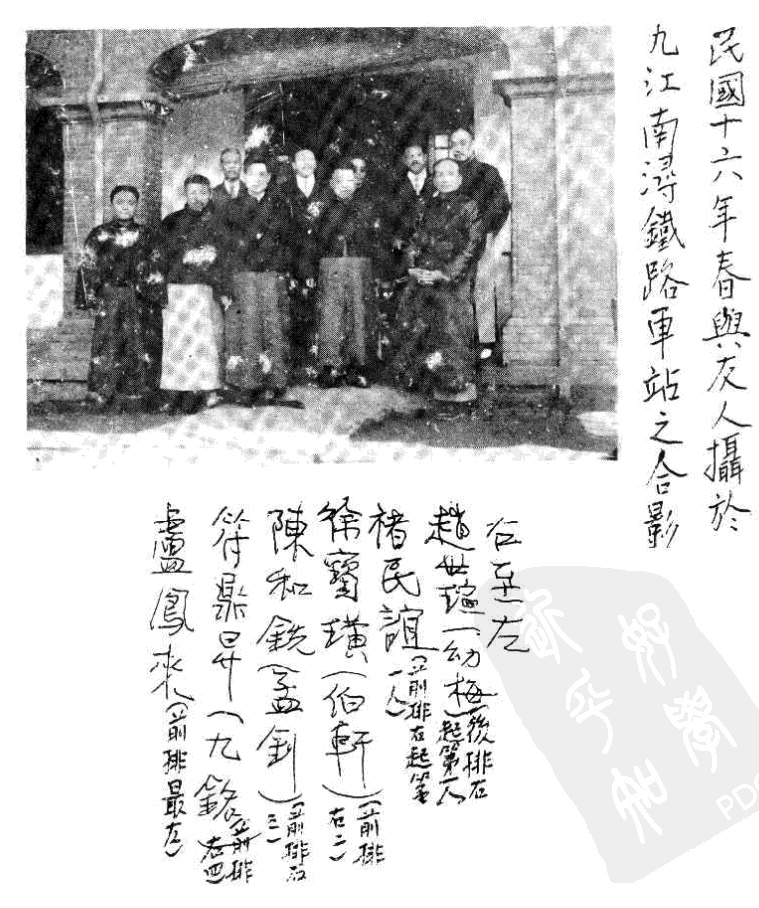
民國十六年趙世瑄、褚民誼、徐寶璜、陳和銑、符鼎昇、盧鳳來於九江南潯鐵路車站
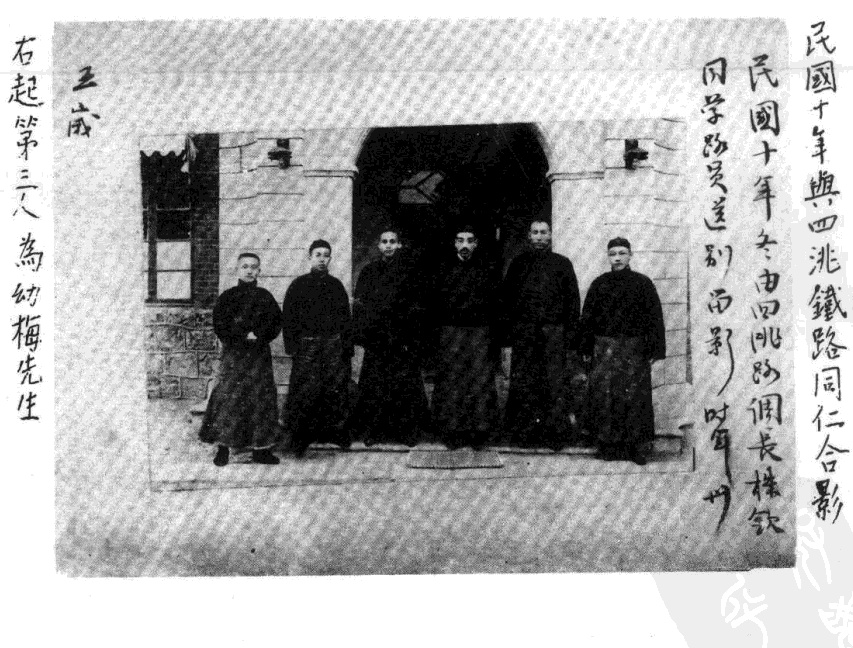
民國十年四洮鐵路同仁合影
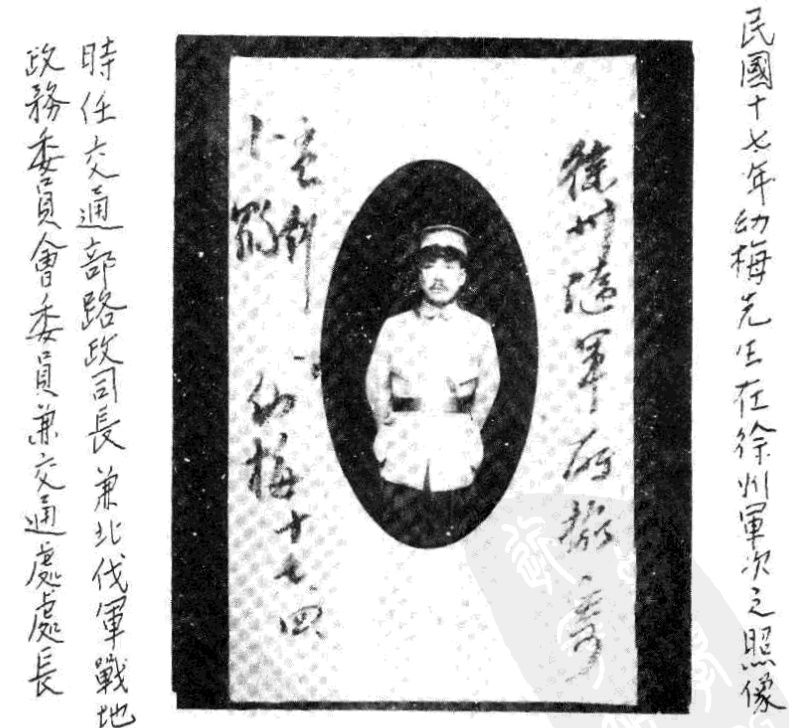
民國十七年之趙幼梅
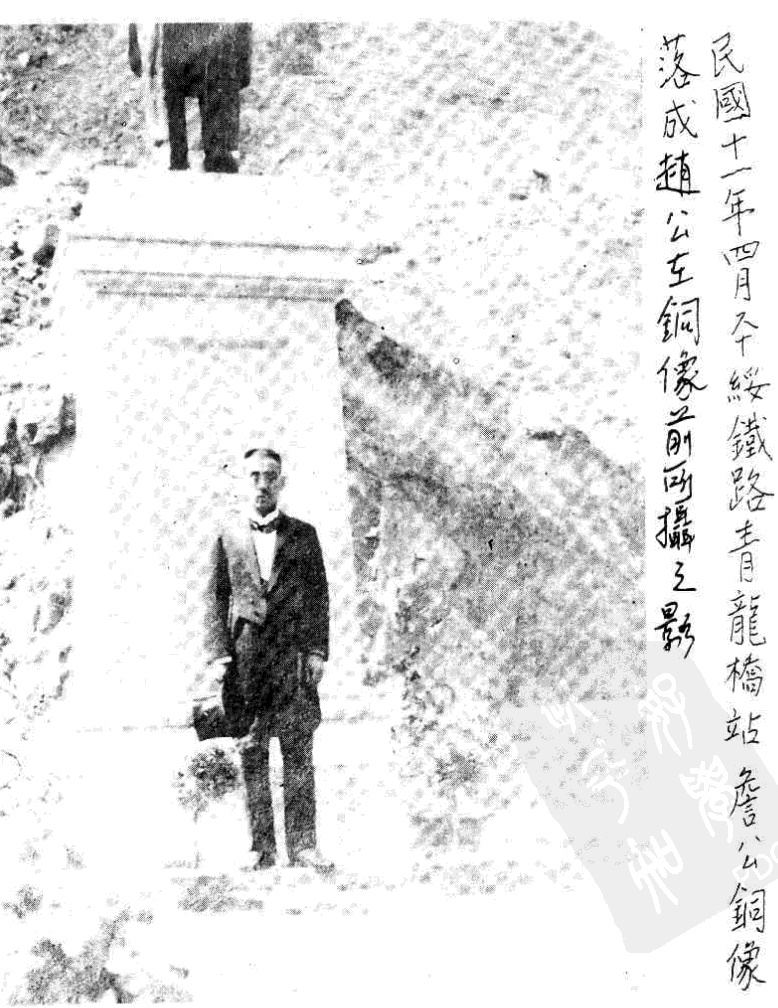
民國十一年趙幼梅
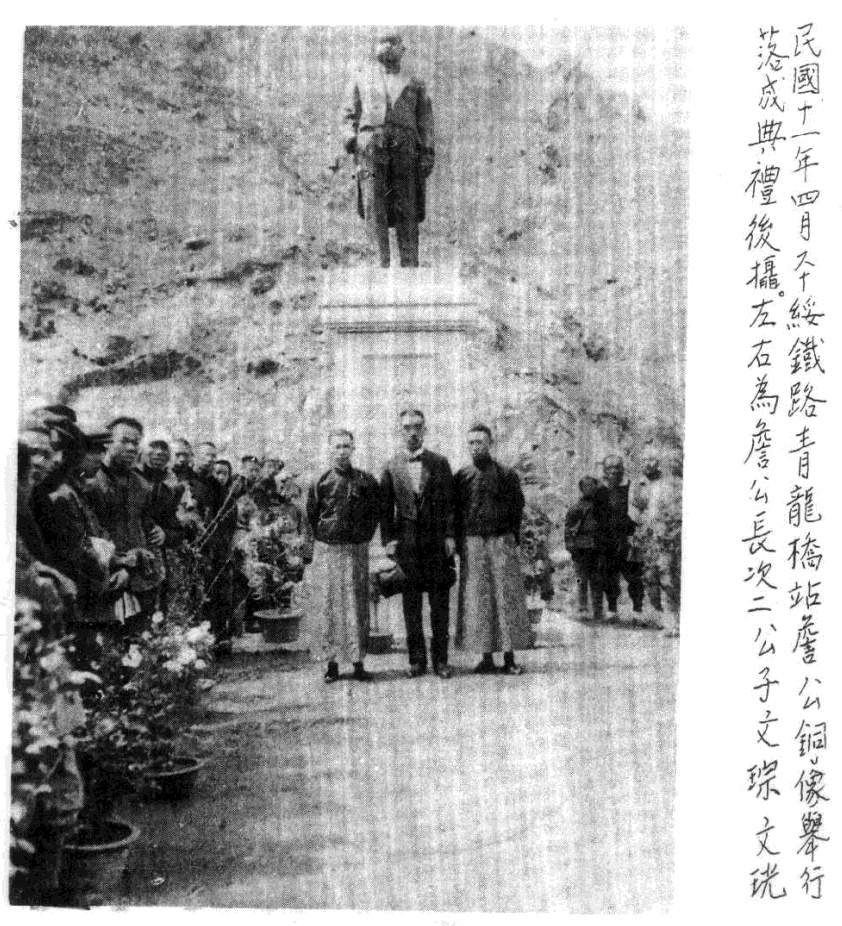
民國十一年趙幼梅與詹天佑公子詹文琮詹文珖
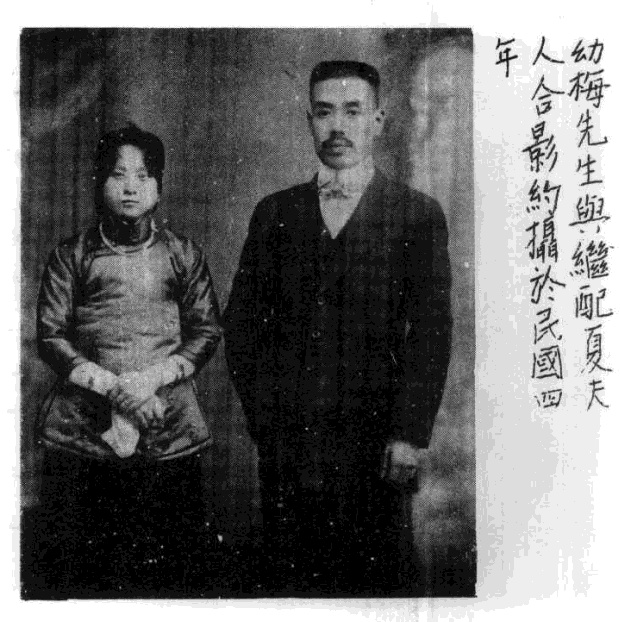
民國四年趙幼梅與繼配夏夫人
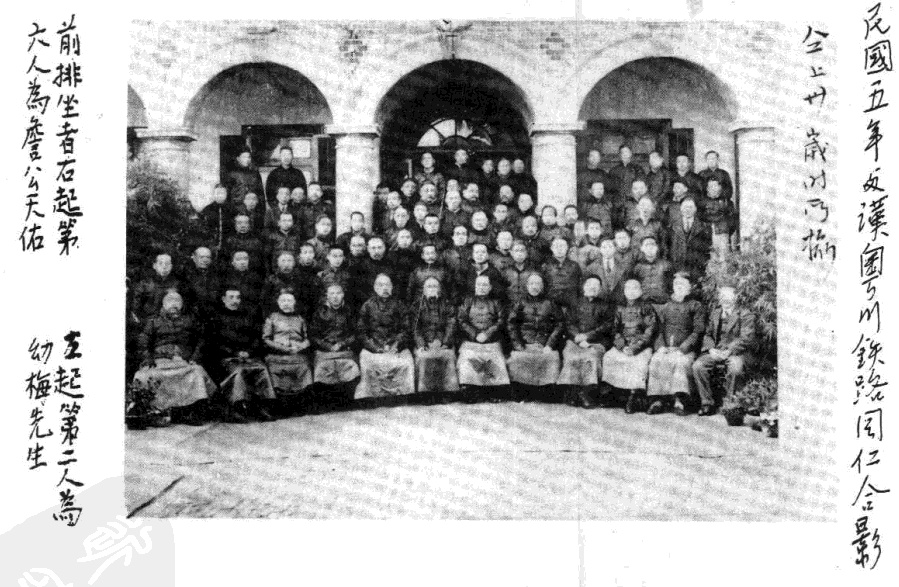
民國五年漢粵川鐵路同仁合影
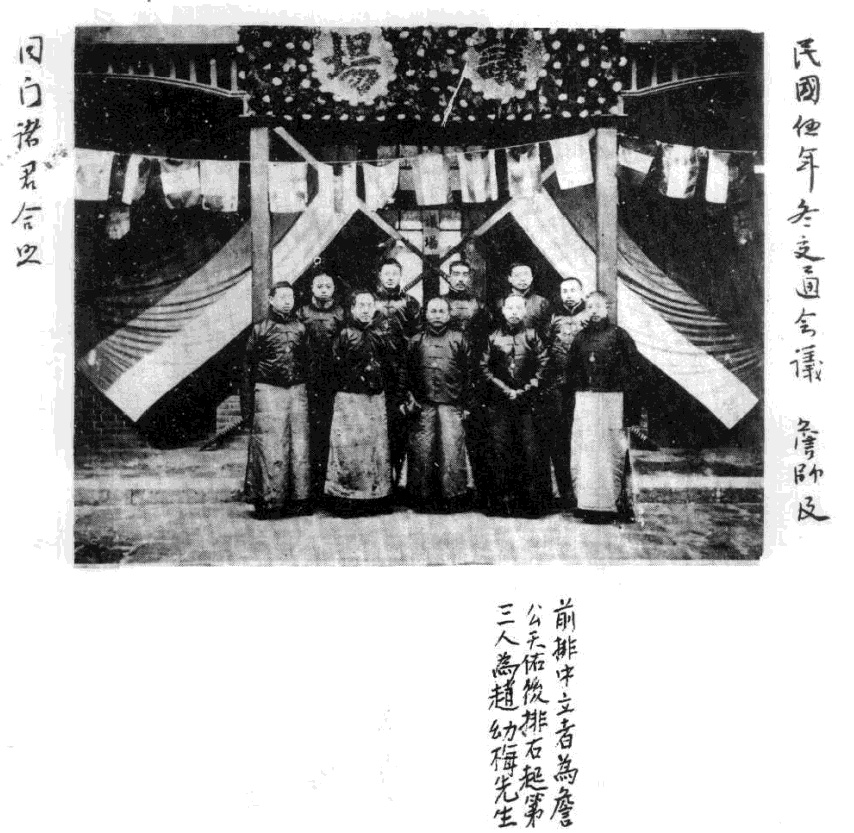
民國五年交通會議詹天、趙幼梅等合影
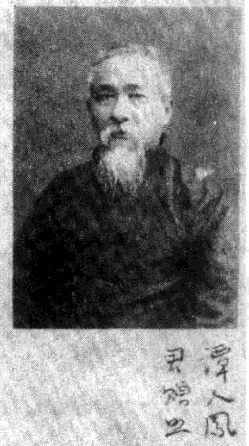
譚人鳳贈趙幼梅影
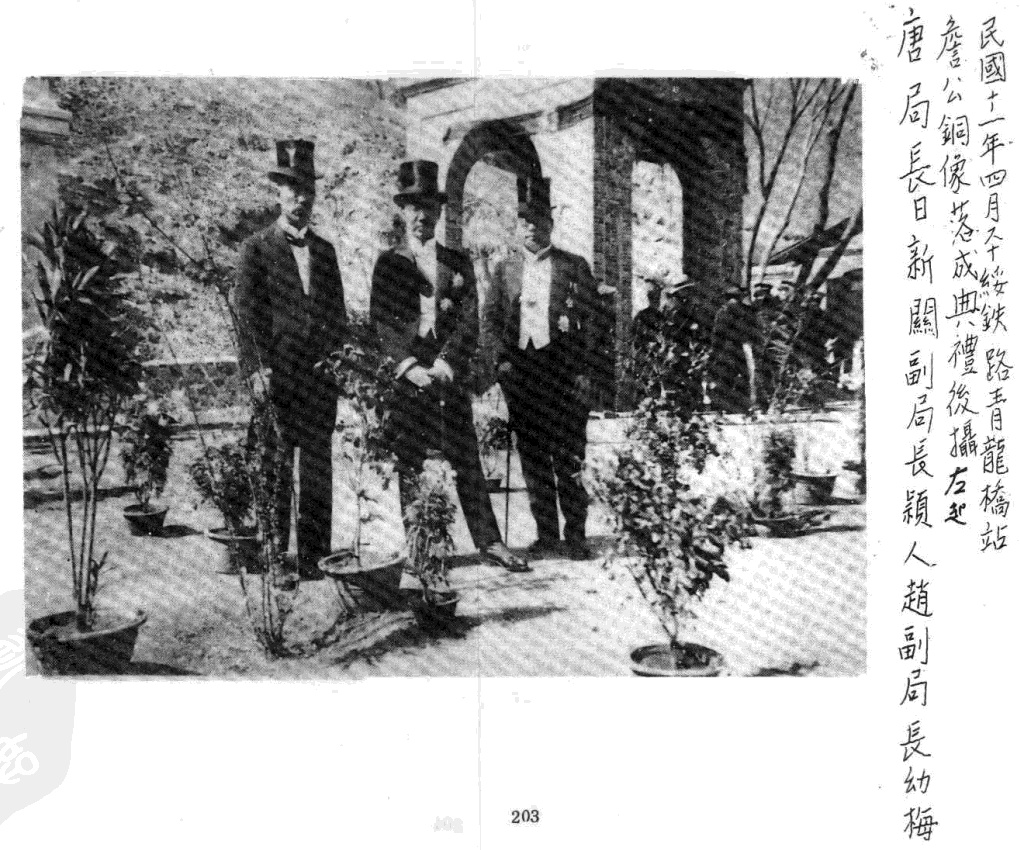
唐日新、關賡麟、趙幼梅
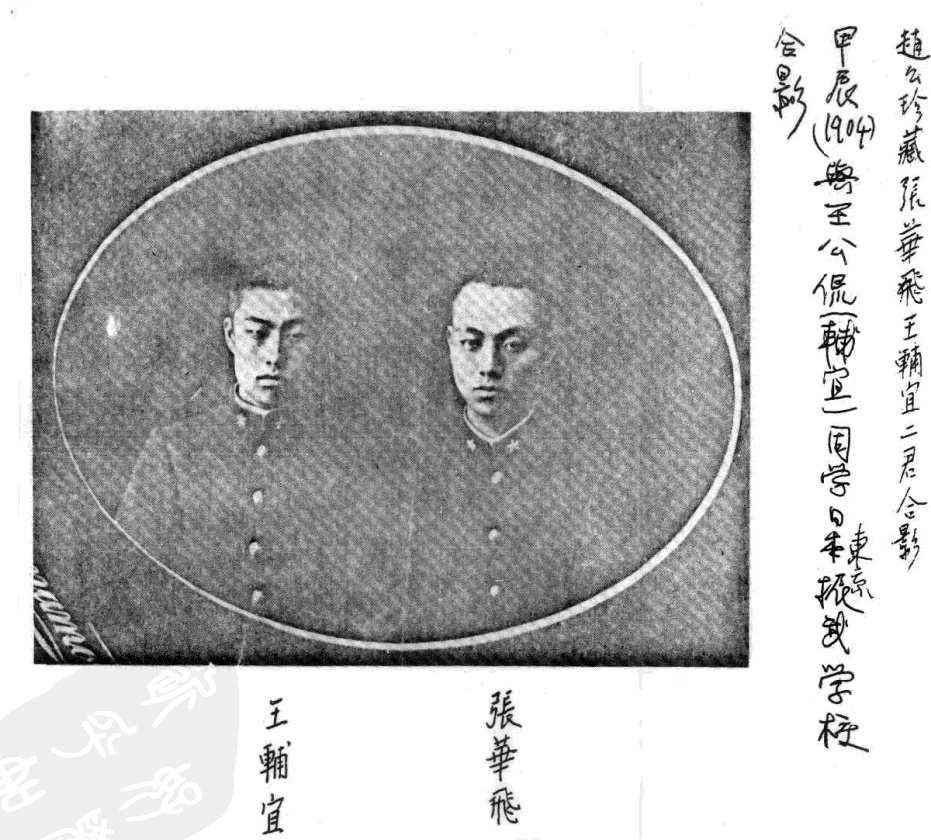
王輔宜、張世膺合影
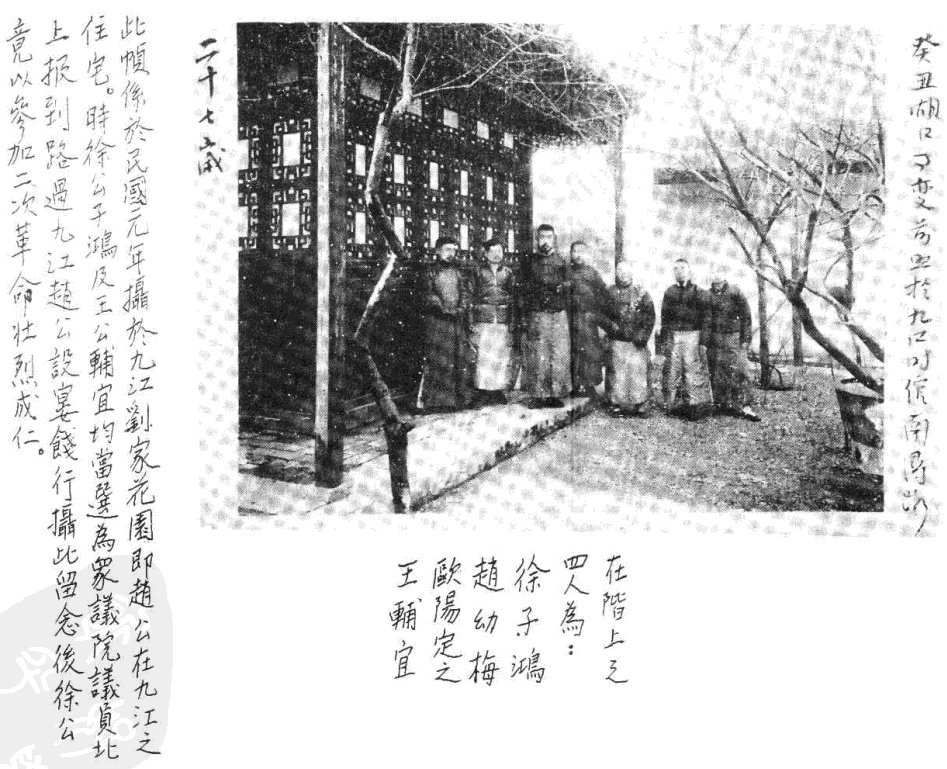
徐子鴻、趙幼梅、歐陽定之、王輔宜
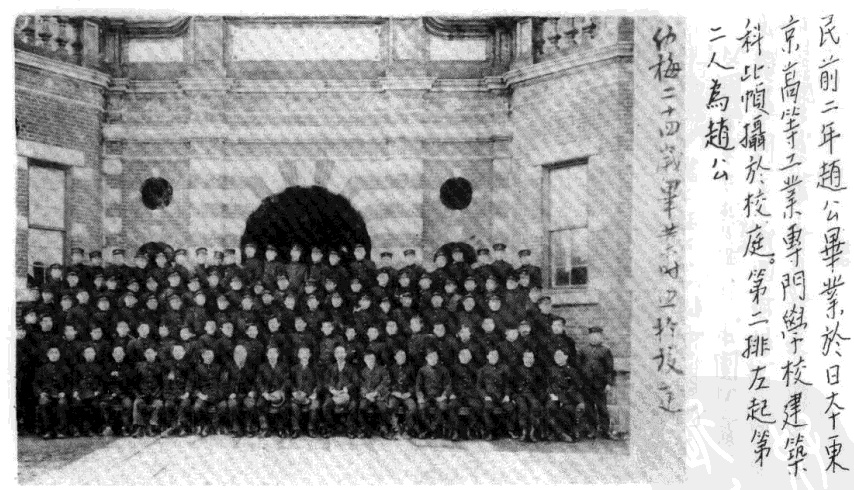
宣統二年東京高等工業學校畢業照
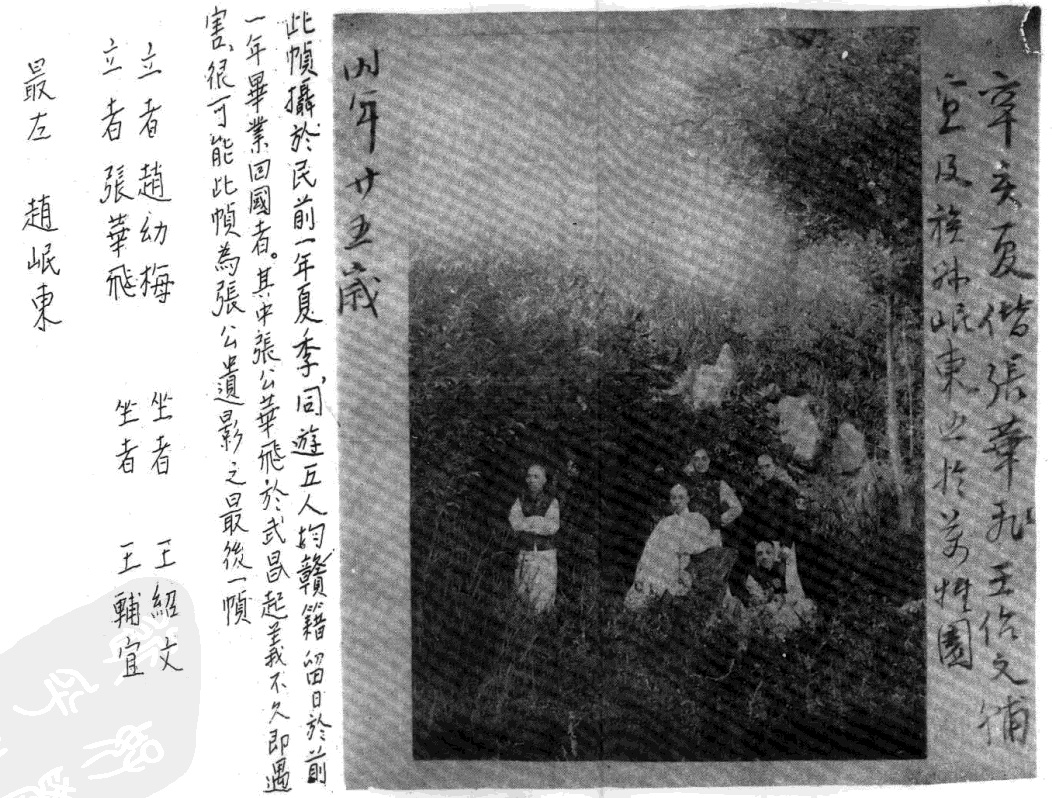
宣統三年趙幼梅、王紹文、張世膺、王輔宜、趙岷東
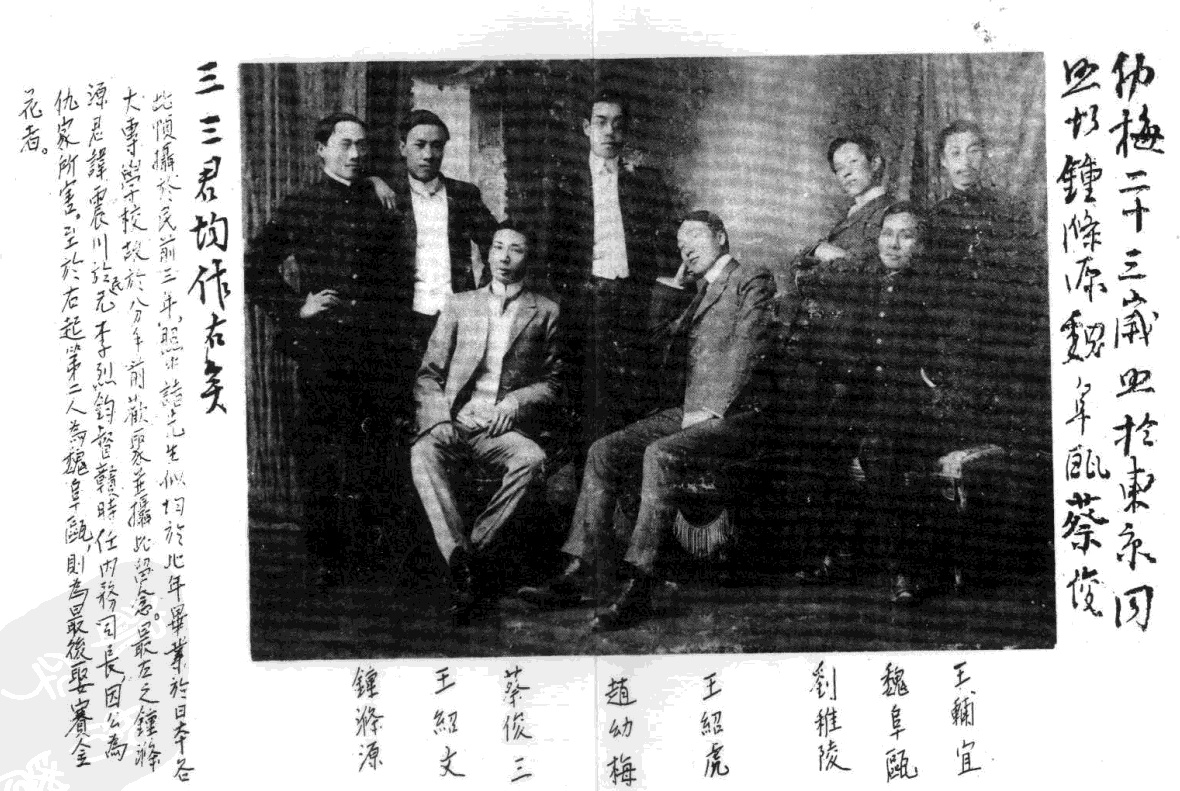
宣統元年王輔宜、魏阜甌、劉稚陵、王紹虎、趙幼梅、蔡俊三、王紹文、鐘滌源攝於東京
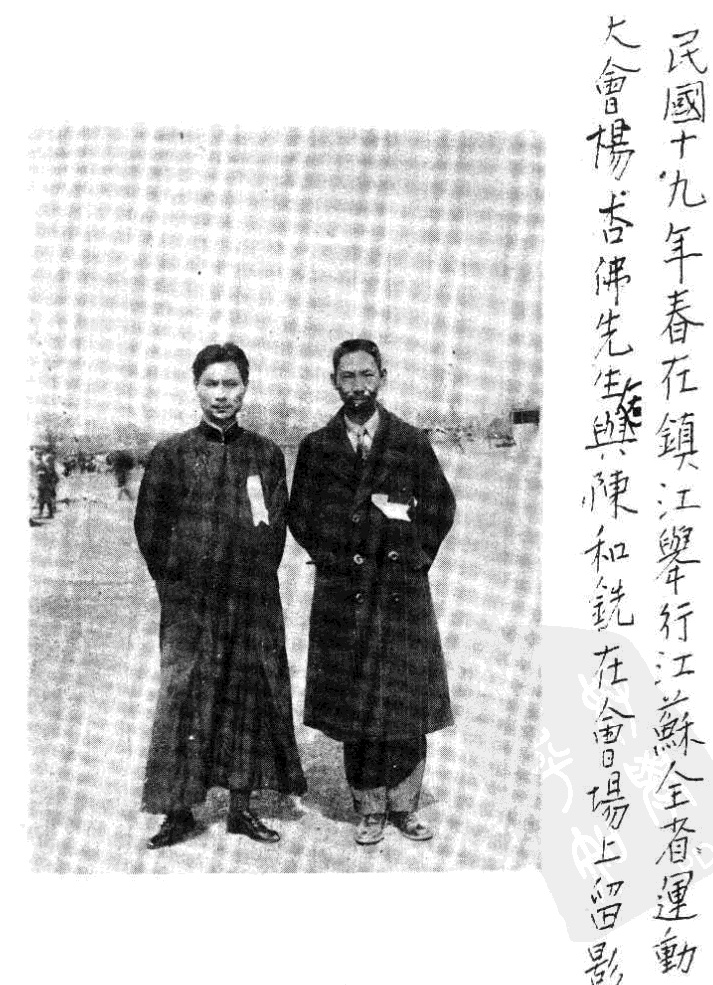
楊杏佛與陳和銑
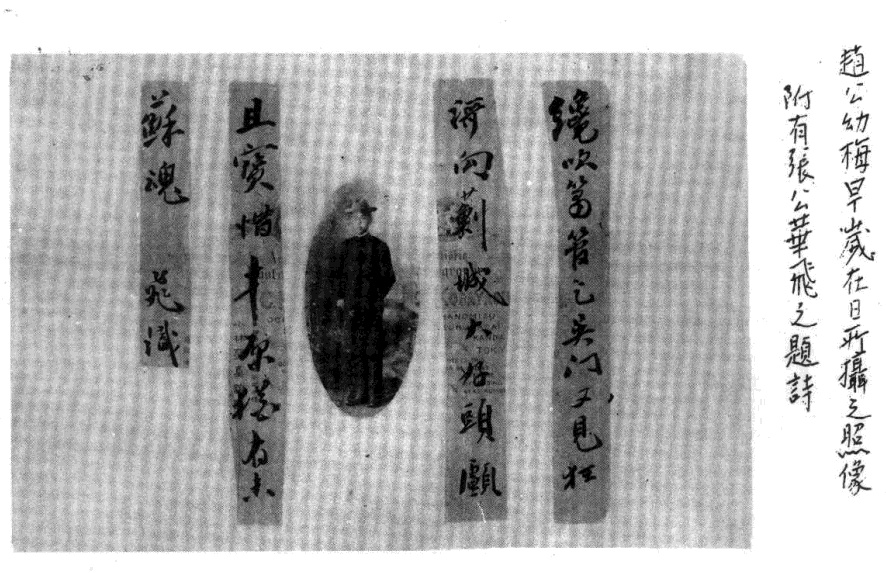
趙世瑄早歲在日攝像（附張世膺的題詞）
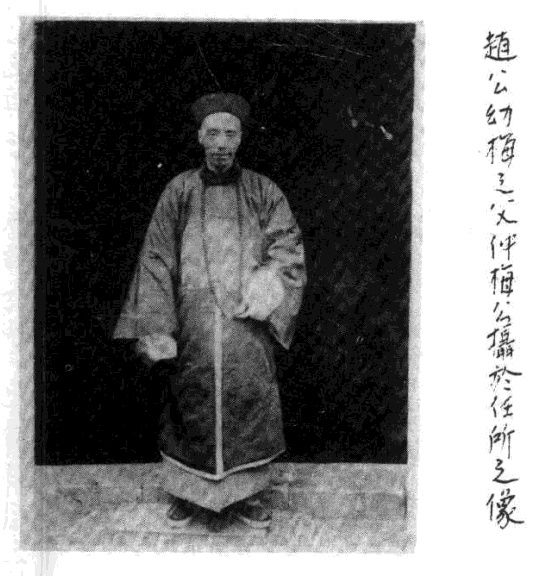
趙世瑄之父趙仲梅
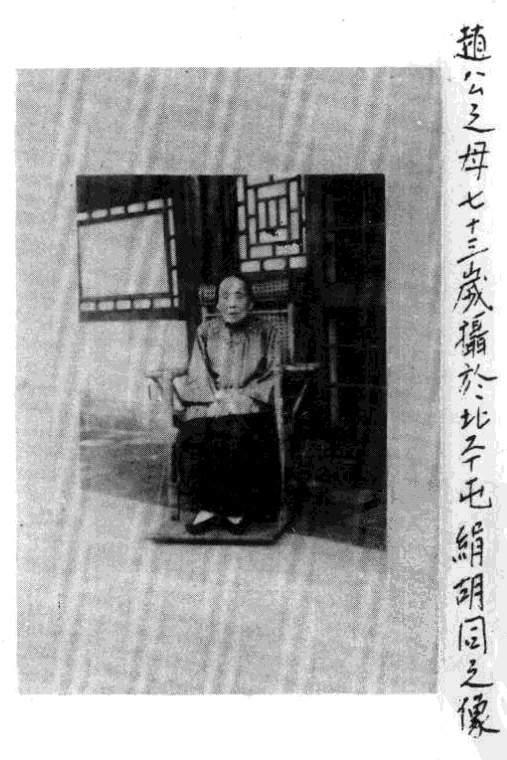
趙世瑄之母楊氏
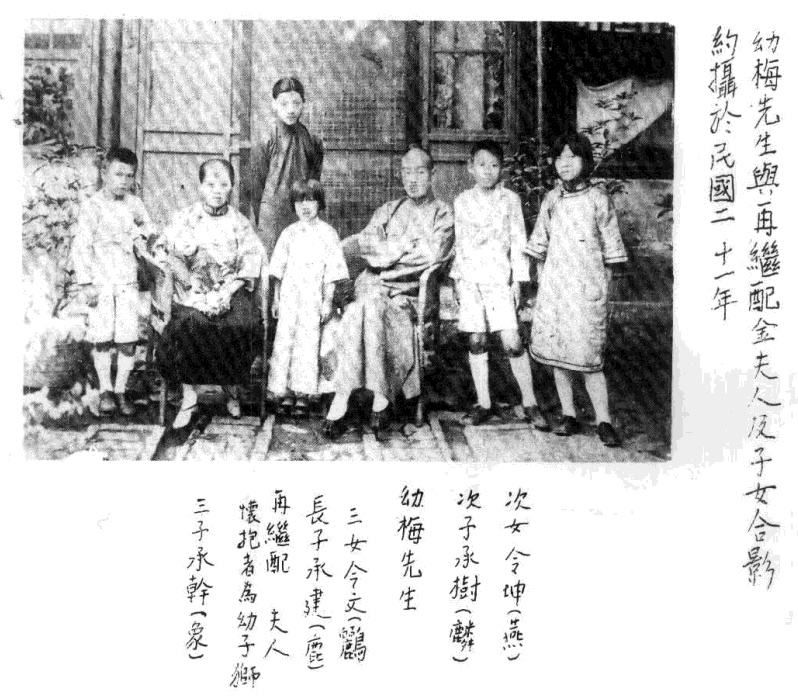
趙幼梅家庭照2
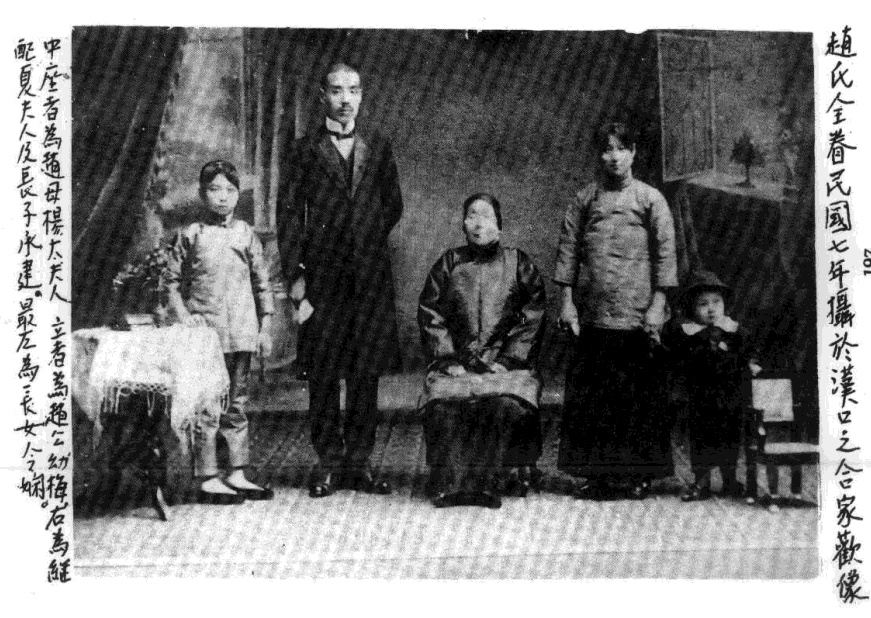
趙幼梅家庭照
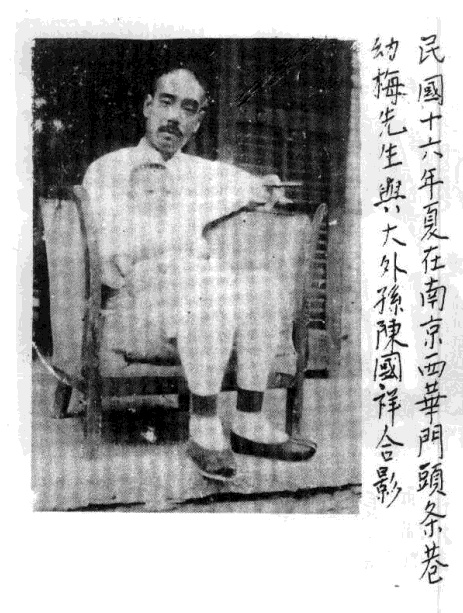
趙幼梅與外孫
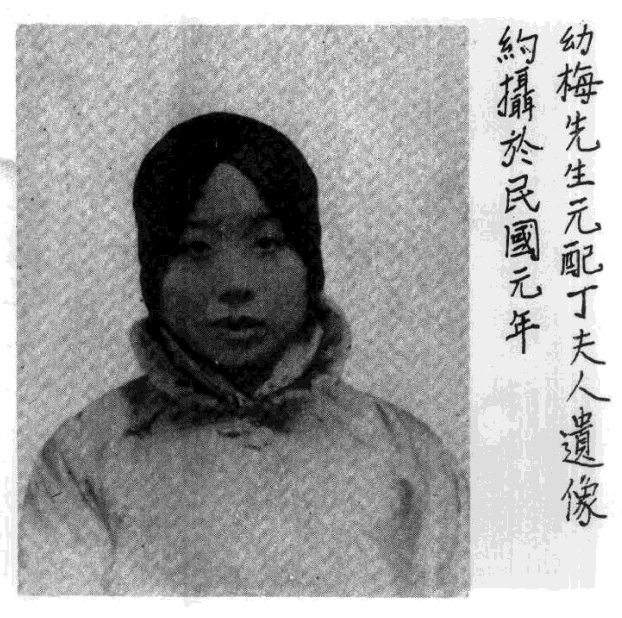
趙幼梅元配丁夫人
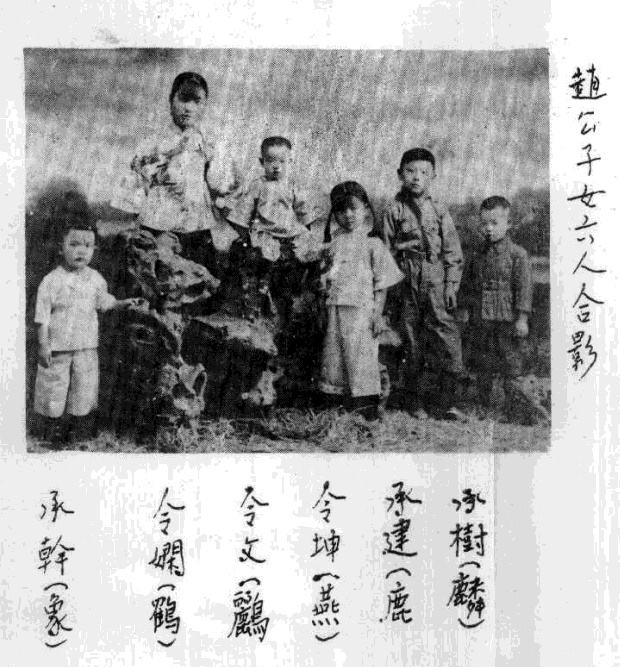
趙幼梅子女照相